# Čípek (léková forma)

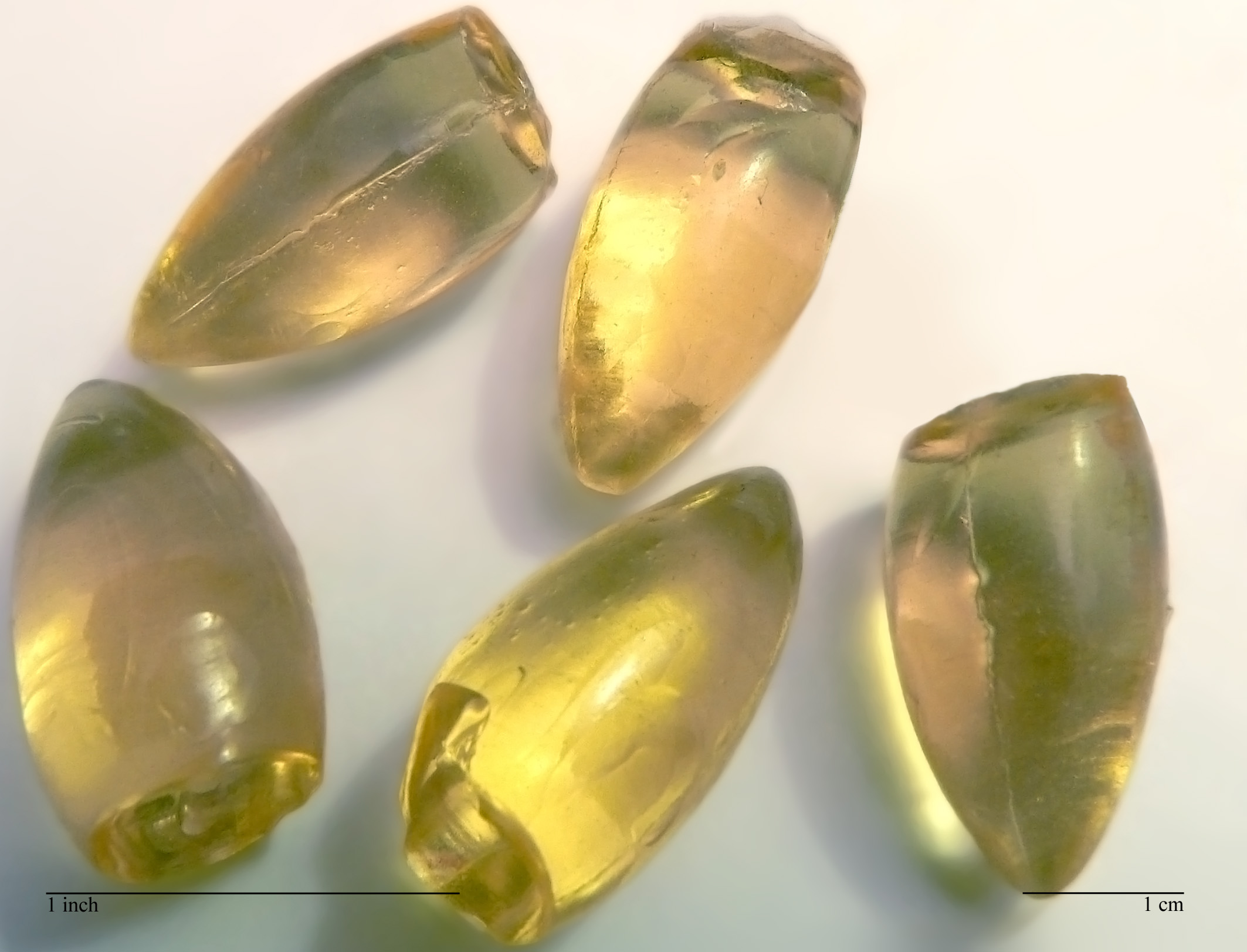
glycerinové čípky

Čípek (latinsky suppositorium, supp.) je tuhý, dávkovaný, za obyčejné teploty plasticky deformovatelný léčivý přípravek určený k rektální, vaginální nebo uretrální aplikaci, který při teplotě lidského těla taje nebo se rozpouští. Je určen k lokální (místní) nebo celkové léčbě.

## Historie
Rektální aplikace léčivých látek byla známa již ve starověké Indii a Mezopotámii. Léčiva se zde vmíchávala do loje nebo vosku, který se aplikoval do rekta. V Evropě se do konečníku zaváděly dřevěné tyčinky nasycené roztokem léčiva.

## Vlastnosti
Čípky musejí být dostatečně pevné, celistvé, s hladkým povrchem a léčivá látka v nich musí být stejnoměrně rozptýlena. Bývají 1 až 4 cm dlouhé, hmotnosti 2 až 3 g pro dospělé a 1 g pro děti. Čípky mají obvykle torpédovitý nebo válcovitý tvar, který je na jedné straně zašpičatěn. Patří k polotuhým lékovým formám. 

## Rozdělení
Podle způsobu aplikace rozdělujeme čípky :
- rektální: aplikují se do konečníku (čípky torpédovitého tvaru)
- poševní kuličky: tuhé dávkované přípravky, určené k vaginální aplikaci
- uretrální: válcovitého tvaru, určené k aplikaci do močové trubice

## Složení
Čípky se skládají z čípkového základu a léčivých a pomocných látek, které jsou v základu rozpuštěny, emulgovány nebo suspendovány.
Z fyzikálního hlediska rozdělujeme čípky na
- jednofázové (léčivo je rozpuštěno v čípkovém základu)
- dvoufázové (emulzní nebo suspenzní)
- třífázové (emulzně suspenzní)

Podle chování ve vodě jsou
- hydrofilní
- lipofilní

## Mechanismus účinku
Čípky obsahují léčivé látky působící lokálně, což účinek je na rektální nebo vaginální sliznici, nebo léčivé látky působící celkově. Léčivé látky působící celkově podávány ve formě čípků se po vstřebání sliznicí rekta dostanou do dolní duté žíly, obejdou játra, což umožní, že se do krevního oběhu dostane i látka, která není přeměněná metabolickými procesy. Účinek léčiva podaného touto cestou je rychlejší než po perorální (ústní) aplikaci. Čípky lze aplikovat také v bezvědomí.

## Pomocné látky
Hlavní pomocnou látkou při výrobě čípků je čípkový základ. Čípkový základ musí mít snadnou tvarovatelnost a musí být chemicky a fyzikálně stálý. Teplota tání nebo teplota rozpouštění musí být o něco málo menší než teplota lidského těla, ale větší než pokojová teplota, aby čípek v těle snadno roztál nebo se rozpustil, ale aby dal se pohodlně skladovat. Nesmí dráždit sliznici. Nesmí chemicky reagovat s léčivem. Hlavními základy jsou:
- Kakaový olej (oleum cacao) – je přírodní tuk získaný ze semen kakaovníku. V současné době se používá pouze v lékárnách.
- Adeps neutralis – používá se též v lékárnách a častěji než kakaový olej.
- Želatina (gelatina) – používá se pro výrobu hydrofilních čípku nebo poševních globulí.

## Výroba
Čípky se vyrábějí buď odléváním (lékárny a průmysl) nebo lisováním (pouze lékárny).

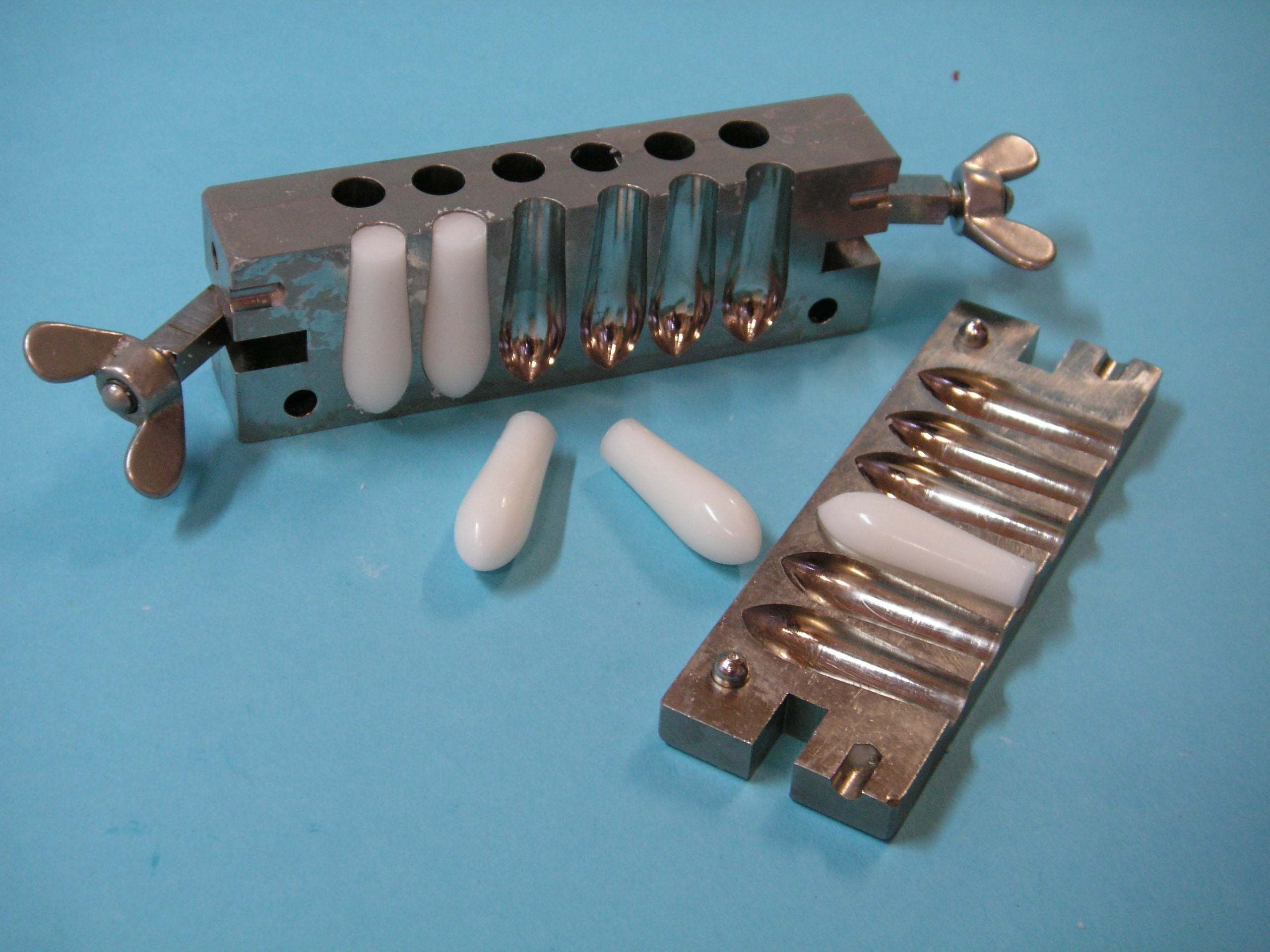
forma na čípky

- Odlévání – léčivé látky se podle potřeby rozetřou s částí roztaveného čípkového základu nebo s vhodnými pomocnými látkami. Pak se postupně mísí se zbývajícím základem roztaveným při nejnižší teplotě tak, aby ve vzniklé směsi byla léčivá látka stejnoměrně rozptýlena. Tekuté léčivé látky se v roztaveném čípkovém základě emulgují nebo rozpustí.
- Lisování – čípky s hydrofobním základem (oleum cacao) se vylisují za pokojové teploty ve vhodném zařízení. Oleum cacao smícháme s pomocnými a léčivými látkami. Do válcovitého lisu vložíme matrici na čípky. Čípkovinu nasypeme do válce, uzavřeme a pomocí pístu vylisujeme tři čípky. Proces opakujeme dle potřeby. Tento způsob se již nepoužívá.

## Hodnocení jakosti
U čípků se hodnotí kromě standardních kontrol pro léčiva také:
- Dráždivost – hodnotí se účinek na sliznici rekta pokusných zvířat
- Rozpustnost – čípek umístěný do lázně o teplotě 37 °C se musí do 30 min. roztavit (oleofilní čípek) nebo do 60 min. rozpustit (hydrofilní čípek)
- Zkouška stejnoměrnosti disperze – čípek rozřízneme v polovině kolmo k podélné ose a stanovíme celkový obsah léčiva v částech čípku se špičkou a v částech za kruhovou základnou. Obsah léčivé látky v částech se špičkou se nesmí lišit od vypočtené hodnoty o více než 10 %.
- Zkouška úplné deformace – Na čípek umístíme vertikálně do speciální nádoby a působíme na něj tlakem dokud se nezdeformuje.

## Aplikace
Při zavádění čípku do rekta je vhodné držet se několika zásad, které zajistí, že bude celý proces jen minimálně nepříjemný. Nejprve si na ruku, kterou budeme zavádět čípek, nasadíme latexovou rukavici a s její pomocí namažeme řitní svěrač lubrikantem. K tomuto účelu velmi dobře poslouží obyčejná lékařská vazelína. Následně zaujmeme polohu vleže na boku. Horní nohu přitáhneme co nejvíce k hrudníku a volnou rukou nadzvedneme polovinu pozadí, abychom odkryli řitní svěrač. Do druhé ruky vezmeme čípek a jeho zašpičatělým koncem ho přiložíme na samotný okraj řitního svěrače. Poté ukazováčkem zastrčíme čípek do rekta. Velmi důležité je, abychom ho dovnitř protlačili až za svěrač (cca 3 centimetry hluboko), který by ho jinak vytlačil nazpět ven. Po zavedení několikrát vědomě zatneme svaly svěrače a případně i několik málo minut zůstaneme ležet, abychom si přivykli.

## Příklady čípků s lokálním účinkem
- Suppositoria Glycerini (hydrofilní) – zácpa
- Spofax – hemoroidy
- Faktu – hemoroidy
- Preparation H – hemoroidy

## Příklady čípků s celkovým účinkem
- Paralen supp. – analgetikum, antipyretikum
- Spasmopan – spasmolytikum
- Dicloreum supp. – analgetikum

## Poševní globule
- Gyno Pevaryl – vaginální mykózy
- Glob. cum natrii tetraborici – vaginální mykózy
- Pharmatex – lokální antikoncepce